# San Rafael, Mendoza
San Rafael är en stad i den argentinska provinsen Mendoza i Cuyo-regionen i nordvästra Argentina. San Rafael är den största staden i departementet med samma namn.

## Geografi
San Rafael är beläget vid Río Diamante (diamantfloden) 240 km från provinshuvudstaden Mendoza och 990 kilometer från Buenos Aires.

## Historia

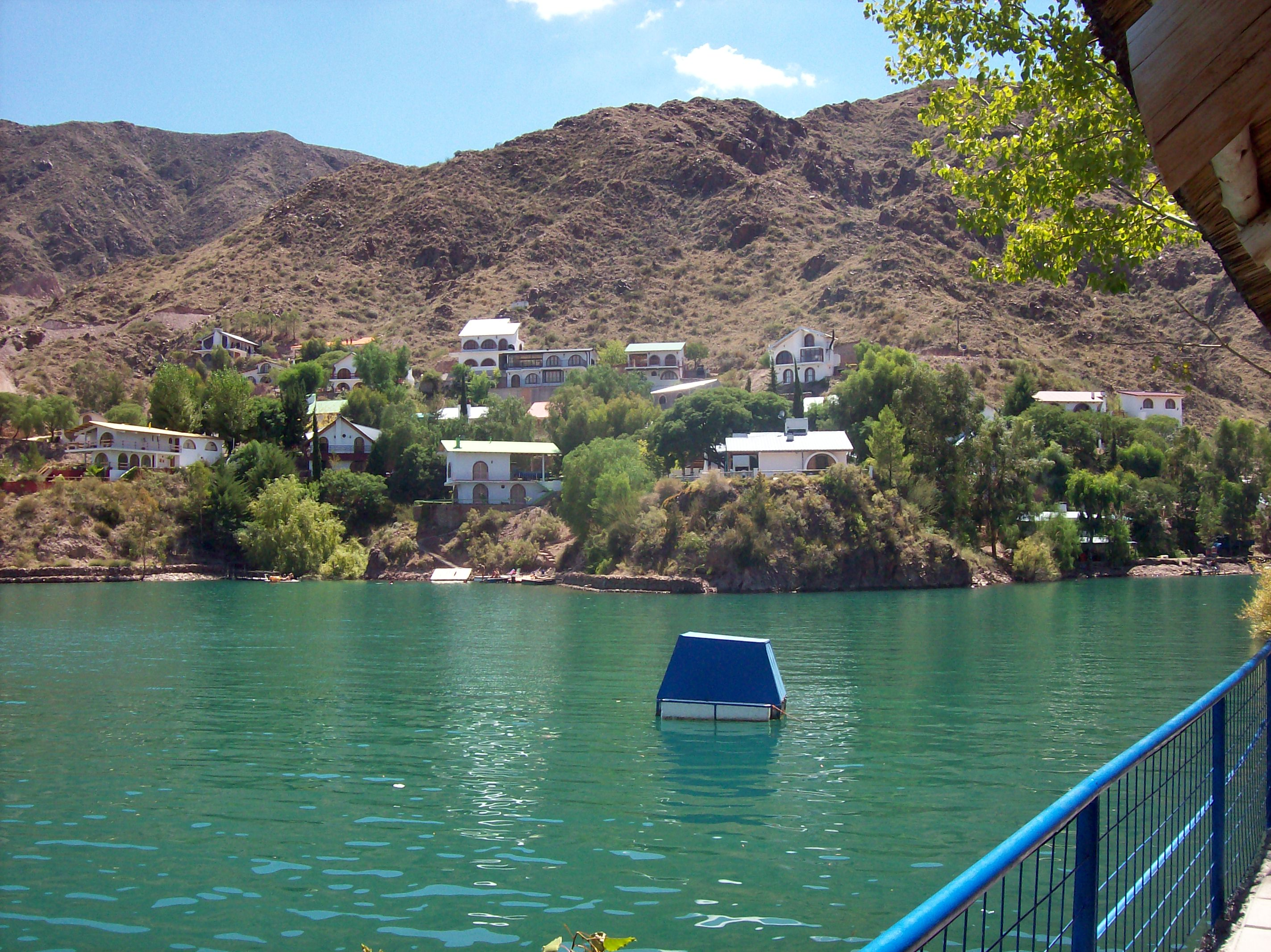
Lps Reyunos-dammen

Staden historia började 1805 som en utpost för det europeiska kolonialväldet i Sydamerika men det var förstpå 1870-talet som befolkningen började öka, och betydande kolonier av italienska och franska immigranter slog sig ned. Stora satsningar gjorde på att bygga ut nödvändig infrastruktur, och bevattningssystem och publika institutioner skapades.
Runt staden har flera stora konstgjorda sjöar skapats som en följd av vattenkraftsverkbyggen, vilket har attraherat turister till området. Den första stora vattenkraftverket skapades 1953 och producerar 1000 MWh, omkring en procent av landets energibehov. Byggandet av kraftverket resulterade i en 9000 hektar stor damm.
Staden har också blivit en populär bostadsort för pensionärer.

## Sport
I San Rafael hålls sedan 1968 racingtävlingar på La Paredes Autodrome, bland annat regelbundna deltävlingar i det argentinska standardvagnsmästerskapet TC 2000.

## Näringsliv
Förutom turism är olika former av livsmedelsproduktion betydande i staden.

## Bilder

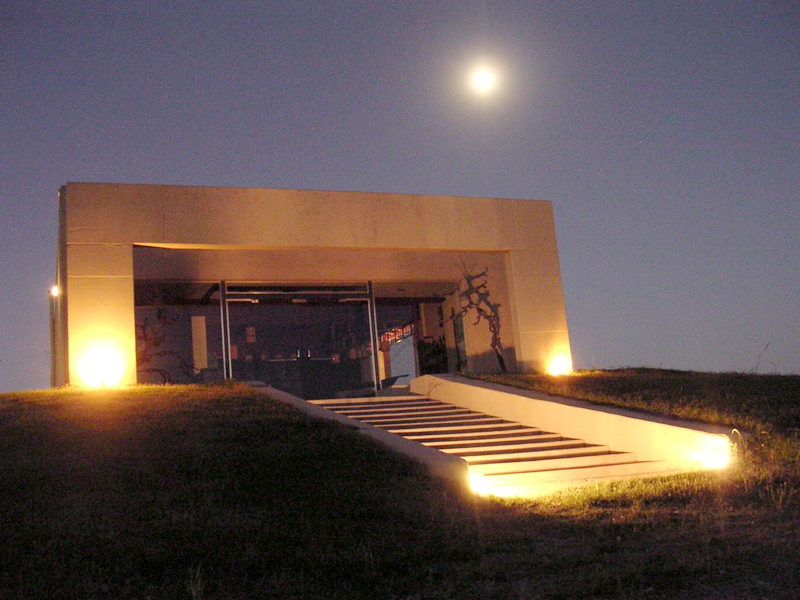
Vingården Algodon utanför San Rafael
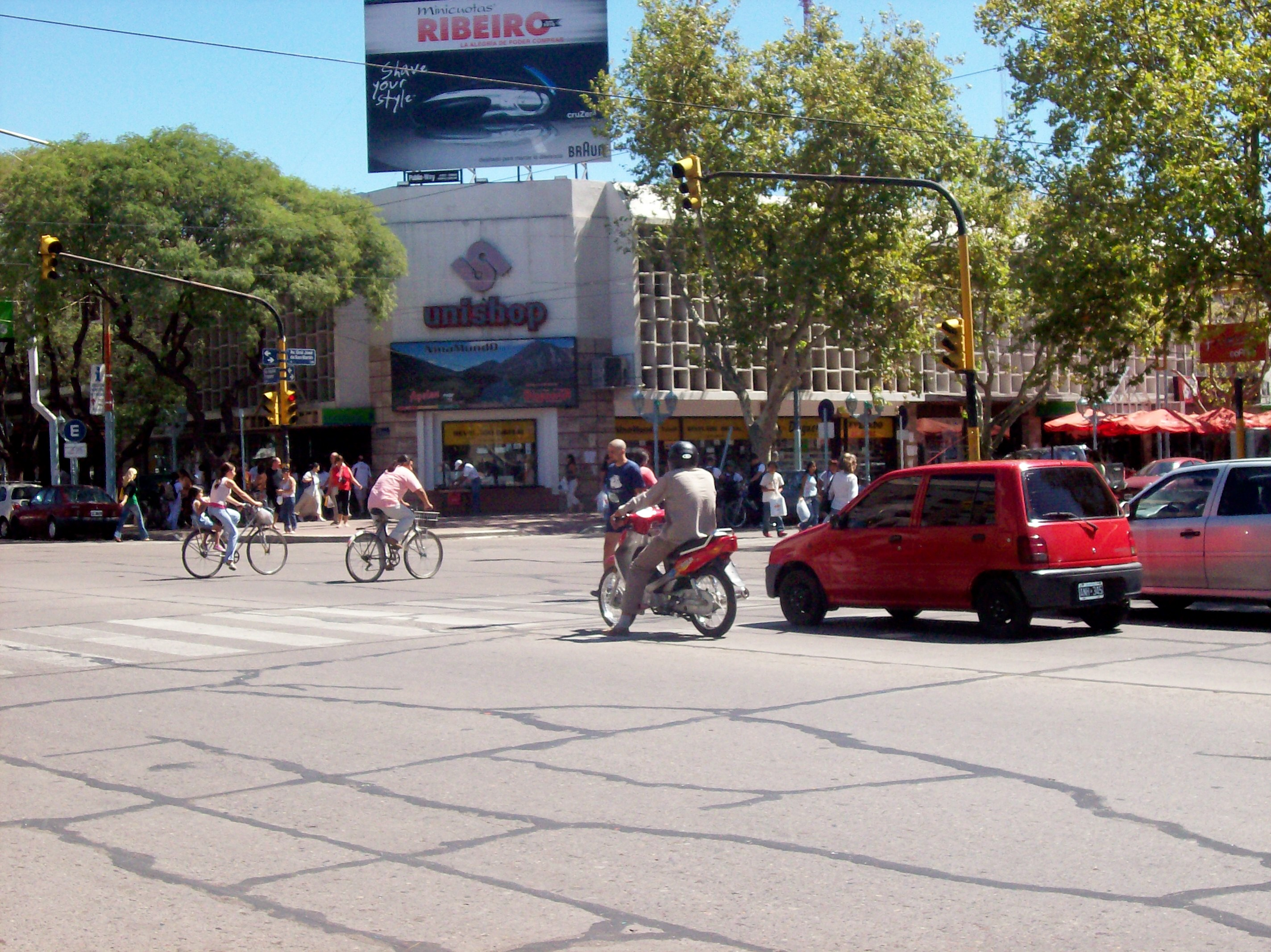
Gatuvy från centrum